# 20/20 Vision
20/20 Vision è il dodicesimo album in studio del gruppo musicale statunitense Anti-Flag, pubblicato nel 2020.

## Tracce
1. Hate Conquers All – 2:46
2. It Went Off Like a Bomb – 2:23
3. 20/20 Vision – 2:26
4. Christian Nationalist – 2:44
5. Don't Let the Bastards Get You Down – 2:49
6. Unbreakable – 3:08
7. The Disease – 2:55
8. A Nation Sleeps – 2:17
9. You Make Me Sick – 3:01
10. Un-American – 3:10
11. Resistance Frequencies – 2:55

Tracce bonus nell'edizione deluxe "20/20 Division"
1. Born To Run – 2:12
2. Concrete Breeds Apathy – 1:31
3. No Allegiance to a Flag – 2:01
4. No One Can Save Yourself But You – 2:22
5. Fight Like Hell – 3:26